# Noue (architecture)
Pour les articles homonymes, voir Noue.

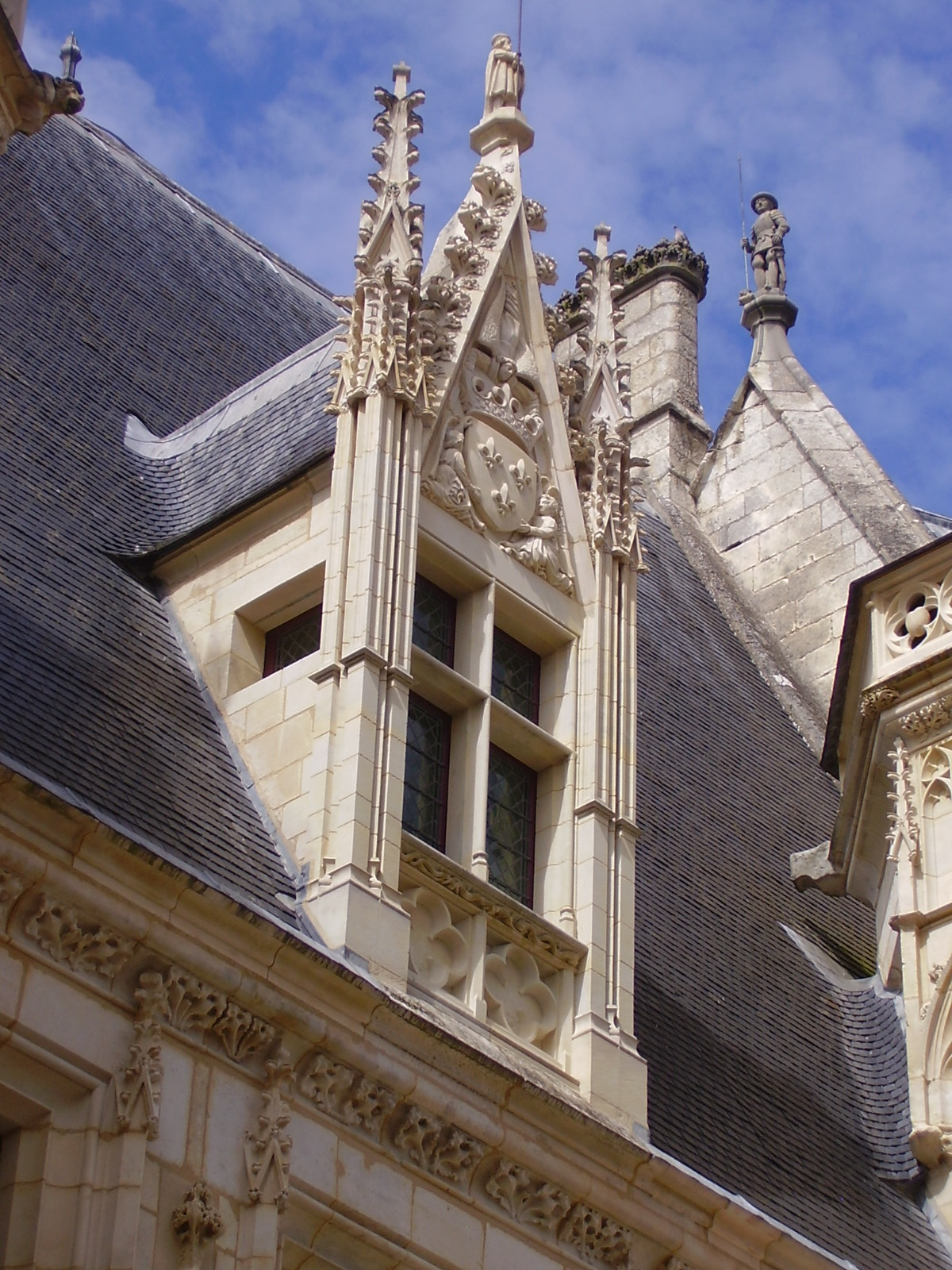
Noue ronde d'ardoise en raccordement du chevalet d'une lucarne à la flamande sur le palais Jacques-Cœur, à Bourges.

Une noue est une ligne de rencontre de deux pans de  toiture formant un angle rentrant. La noue canalise à l'égout les eaux de ruissellement qu'elle reçoit. 

## En charpente
C'est aussi une pièce de charpente oblique qui supporte l'intersection de deux pans formant un angle rentrant, et l'ouvrage de couverture qui assure l'étanchéité de cette ligne.
La noue de charpente est souvent assemblée sur un entrait et un poinçon pour former une demi ferme de noue où elle est analogue à un arbalétrier.

## En couverture
La noue de couverture est un chéneau en forte pente. Elle peut être faite du même matériau que les pans adjacents ou bien (cas le plus fréquent) de zinc, de plomb, de cuivre ou d'aluminium.
Pour les toitures de style en tuile, la noue est constituée de tuiles nommées gambardières, qui s'assemblent par recouvrement comme des tuiles canal.